# Cerro Grande do Sul
Cerro Grande do Sul egy község (município) Brazíliában, Rio Grande do Sul államban, a Camaquã folyó vízgyűjtő területén. 2021-ben népességét 12 579 főre becsülték.

## Története
A jelenlegi székhelyet kezdetben Colônia Rio Grandenak nevezték, a település úttörője Arthur Emilio Jenisch volt, aki 1910 körül telepedett le a félreeső, csak tutajokkal megközelíthető területen. Ő volt az, aki később kijelölte a kerület határait. A környékre más bevándorlók is érkeztek, és egy etnikailag heterogén közösség alakult ki (a lakosok 40%-a portugál felmenőkkel rendelkezik, 20% német, 10% olasz, 10% spanyol, 10% afrikai, 5% lengyel, 5% francia, orosz, svéd stb). 1924-ben Colônia Rio Grandet Tapes kerületévé nyilvánították, székhelyét 1938-ban kisvárossá (vila) emelték és átnevezték Cerro Grandera („nagy domb”). 1944-ben hozzácsatolták Barão do Triunfo területének egy részét. 1988-ban függetlenedett Tapestól, és 1989-ben Cerro Grande do Sul néven önálló községgé alakult.

## Leírása
Székhelye Cerro Grande do Sul, további kerületei nincsenek. A Délkeleti-hegységben (Serras de Sudeste) helyezkedik el, 117 kilométerre Porto Alegretől, az állam fővárosától. Területe dombos, a községközpont 60 méter magasan van, de a felszínformák egyes helyeken az 550 méteres magasságot is elérik. Gazdaságának legnagyobb részét a szolgáltatások és kereskedelem teszik ki. Legfontosabb mezőgazdasági terménye a dohány.